# Soledad Puértolas

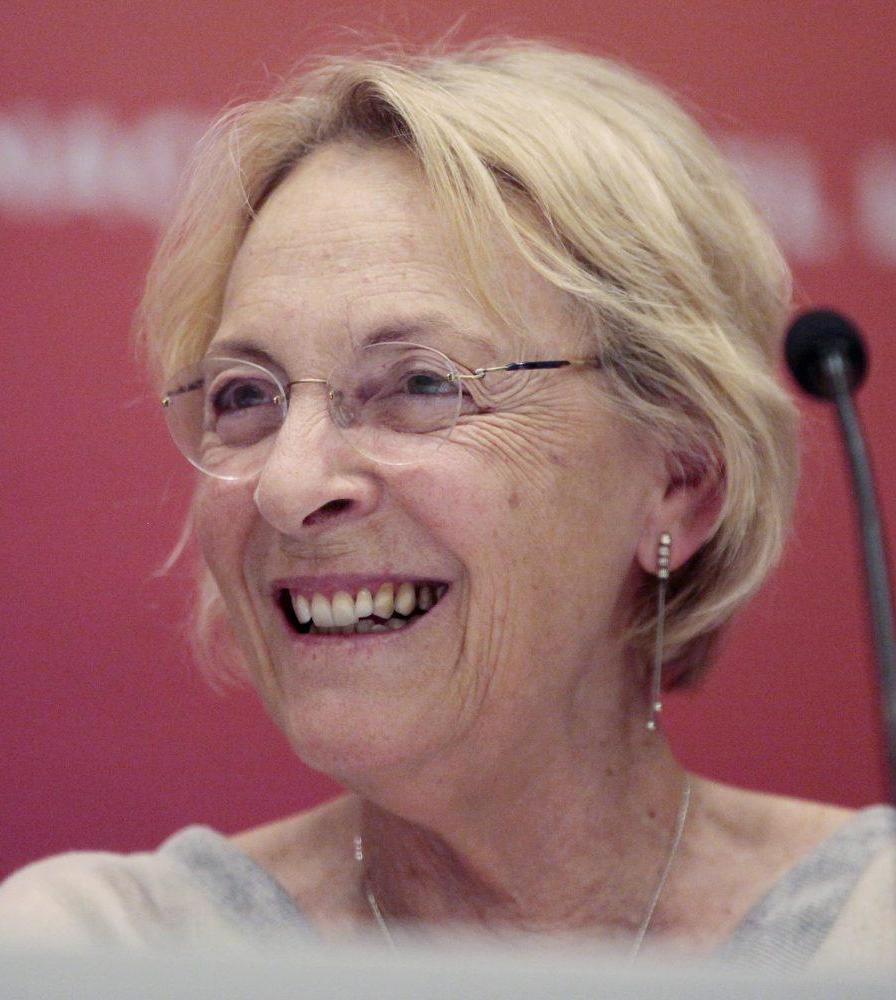
Soledad Puértolas (2017).

Soledad Puértolas Villanueva (* 3. November 1947 in Saragossa) ist eine spanische Schriftstellerin.

## Leben
Soledad Puértolas wuchs in Saragossa auf und zog nach Madrid, wo sie ein Studium der Politikwissenschaften begann. Sie musste es jedoch aufgrund politischer Probleme abbrechen. In der Folge studierte sie an der Escuela de la Iglesia Journalistik und war von 1968 bis 1970 Redakteurin der Zeitschrift „España Económica“.
Soledad heiratete im Alter von 21 Jahren und siedelte mit ihrem Mann nach Trondheim in Norwegen um. Nach der Rückkehr nach Spanien bekam ihr Mann ein Stipendium und beide zogen nach Santa Barbara in Kalifornien. Dort erlangte sie den M.A. (Master of Arts) in der spanischen und portugiesischen Sprache und Literatur der Universität von Kalifornien.
Im Jahre 1979 kehrte sie nach Madrid zurück und widmete sich dem Schreiben. Zeitgleich war sie Beraterin des Kulturministeriums unter dem damaligen Kulturminister Javier Solana. Zu ihren Aufgaben gehörte die Koordination der weltweiten Verbreitung der spanischen Sprache.

## Werke
In Spanien sind bislang fünf Romane und zwei Bände mit Erzählungen von ihr erschienen. Der Roman „Es bleibt die Nacht“ („Queda la noche“, Barcelona 1989), für den sie einen der höchstdotierten Literaturpreise, den Premio Planeta, erhielt, ist ihre erste Buchveröffentlichung in deutscher Übersetzung.

## Auszeichnungen
Soledad Puértolas gewann 1979 den Sèsamo-Preis mit ihrem Werk „El bandido doblemente armado“ (Der doppelt bewaffnete Bandit), im Jahre 1989 den Planeta-Preis mit dem Werk „Queda la noche“ (Es bleibt die Nacht) und 1993 den Anagrama Preis mit ihrem Essay „La vida oculta“ (Das Leben im Verborgenen). Seit November 2010 gehört sie der Real Academia Española an.

## Belege
1. ↑  Leandro Perez Miguel:  Soledad Puértolas publica sus «Recuerdos de otra persona» In: El Mundo, 7. Juni 1996. Abgerufen am 16. Februar 2010 (spanisch).
2. ↑   Soledad Puértolas entra en la RAE (Memento des Originals vom 27. März 2010 im Internet Archive) In: La Vanguardia, 28. Januar 2010. Abgerufen am 16. Februar 2010 (spanisch).  Info: Der Archivlink wurde automatisch eingesetzt und noch nicht geprüft. Bitte prüfe Original- und Archivlink gemäß Anleitung und entferne dann diesen Hinweis.
3. ↑  Soledad Puértolas ingresa en la Real Academia Española, El País vom 22. November 2010

| Personendaten    | Personendaten                                      |
| ---------------- | -------------------------------------------------- |
| NAME             | Puértolas, Soledad                                 |
| ALTERNATIVNAMEN  | Puértolas Villanueva, Soledad (vollständiger Name) |
| KURZBESCHREIBUNG | spanische Schriftstellerin                         |
| GEBURTSDATUM     | 3. November 1947                                   |
| GEBURTSORT       | Saragossa                                          |